# Этот великолепный мир
«Э́тот великоле́пный мир» — третій студійний альбом української російськомовної співачки Йолки. Випущений 2008 року.

## Список композицій
| #   | Назва                                           | Тривалість |
| --- | ----------------------------------------------- | ---------- |
| 1.  | «Этот великолепный мир» (текст Влад Валов)      | 3:46       |
| 2.  | «Лети любовь» (текст Влад Валов)                | 3:40       |
| 3.  | «Точки-города» (текст Влад Валов)               | 4:22       |
| 4.  | «Ветер» (текст Влад Валов)                      | 3:36       |
| 5.  | «Город мой!» (текст Влад Валов)                 | 3:46       |
| 6.  | «Андеграунд города» (текст Влад Валов)          | 3:43       |
| 7.  | «Мобильный телефон» (текст Влад Валов)          | 3:43       |
| 8.  | «Мальчик-красавчик» (текст Влад Валов)          | 4:01       |
| 9.  | «Человек живет» (текст Влад Валов)              | 4:02       |
| 10. | «Не падай духом» (текст Влад Валов)             | 3:26       |
| 11. | «Кто по ночам мечтает» (текст Альберт Краснов)  | 3:45       |
| 12. | «Свобода» (текст Влад Валов, Елизавета Иванцив) | 3:40       |
| 13. | «Горы» (текст Влад Валов)                       | 3:48       |
| 14. | «Доброе утро» (текст Влад Валов)                | 3:48       |